# De Valgen en de Putten
De Valgen en de Putten is een voormalig waterschap in de provincie Groningen.
Het schap lag in de Delfzijlster Oosterhoek ten noorden van Weiwerd. Het waterschap is ontstaan als een fusie van De Valgen en De Putten als logisch gevolg van het wegvallen van de waterscheiding tussen beide polders. De polder loosde via een afsluitbare pomp (duiker) bij de Oude Til af op het Weiwerdermaar.
Waterstaatkundig gezien ligt het gebied sinds 2000 binnen dat van het waterschap Hunze en Aa's.